# Notopala sublineata
Notopala sublineata es una especie de molusco gasterópodo de la familia Viviparidae en el orden de los Mesogastropoda.

## Distribución geográfica
Es  endémica de Australia. 